# Fédération Congolaise de Football-Association
Die Fédération Congolaise de Football-Association ist der im Jahr 1919 gegründete nationale Fußballverband der Demokratischen Republik Kongo. Der Verband organisiert die Spiele der Fußballnationalmannschaft der Demokratischen Republik Kongo und ist seit 1964 Mitglied im Kontinentalverband CAF sowie Mitglied im Weltverband FIFA. Zudem richtet der Verband die höchste nationale Spielklasse Linafoot aus.

## Erfolge
- Fußball-Weltmeisterschaft

Teilnahmen: 1974
- Fußball-Afrikameisterschaft

Teilnahmen: 1965, 1968 (Gewinner), 1970, 1972, 1974 (Gewinner), 1976, 1988, 1992, 1994, 1996, 1998, 2000, 2002, 2004, 2006, 2013, 2015, 2019